# Фани Брајс
Фани Брајс (енгл. Fanny Brice) је била америчка глумица, рођена 29. октобра 1891. године у Њујорку, а преминула 29. маја 1951. године у Лос Анђелесу.

## Филмографија
| Улоге Фани Брајс |                |               |           |          |
| Година           | Српски назив   | Изворни назив | Улога     | Напомена |
| 1936.            | Велики Зигфилд |               | саму себе |          |